# Maldita garcha
Maldita Garcha fue un fanzine de historietas underground que se publicó en la Argentina en los años 1990. 
Por sus páginas pasaron creadores que después alcanzarían un sólido reconocimiento en el medio.
Maldita Garcha tenía un tamaño minúsculo, ya que cada ejemplar cabía en la palma de una mano.
La publicación alcanzó a tener difusión a través de los medios masivos de comunicación. Así pues, fue reseñada su existencia en la Fierro, en los diarios Clarín y La Nación, en el canal de TV Telefé, etc.